# Béthancourt-en-Valois
Béthancourt-en-Valois ist eine französische Gemeinde mit 206 Einwohnern (Stand: 1. Januar 2022) im Département Oise in der Region Hauts-de-France. Sie gehört zum Arrondissement Senlis und zum Kanton Crépy-en-Valois. 

## Geographie
Die Gemeinde Béthancourt-en-Valois liegt etwa 22 Kilometer ostnordöstlich von Senlis und etwa 14 Kilometer südsüdöstlich von Compiègne an der Automne, die die nordwestliche Gemeindegrenze bildet. Umgeben wird Béthancourt-en-Valois von den Nachbargemeinden Gilocourt im Norden, Feigneux im Osten und Südosten, Séry-Magneval im Süden und Südwesten sowie Orrouy im Westen und Nordwesten.

## Einwohner
| Jahr                       | 1962 | 1968 | 1975 | 1982 | 1990 | 1999 | 2006 | 2013 | 2021 |
| -------------------------- | ---- | ---- | ---- | ---- | ---- | ---- | ---- | ---- | ---- |
| Einwohner                  | 202  | 179  | 194  | 213  | 228  | 249  | 251  | 243  | 198  |
| Quellen: Cassini und INSEE |      |      |      |      |      |      |      |      |      |

## Sehenswürdigkeiten
- Kirche Saint-Sulpice, seit 1949 Monument historique
- Herrenhaus und Gutshof Waru
- ehemaliges öffentliches Waschhaus (Lavoir)

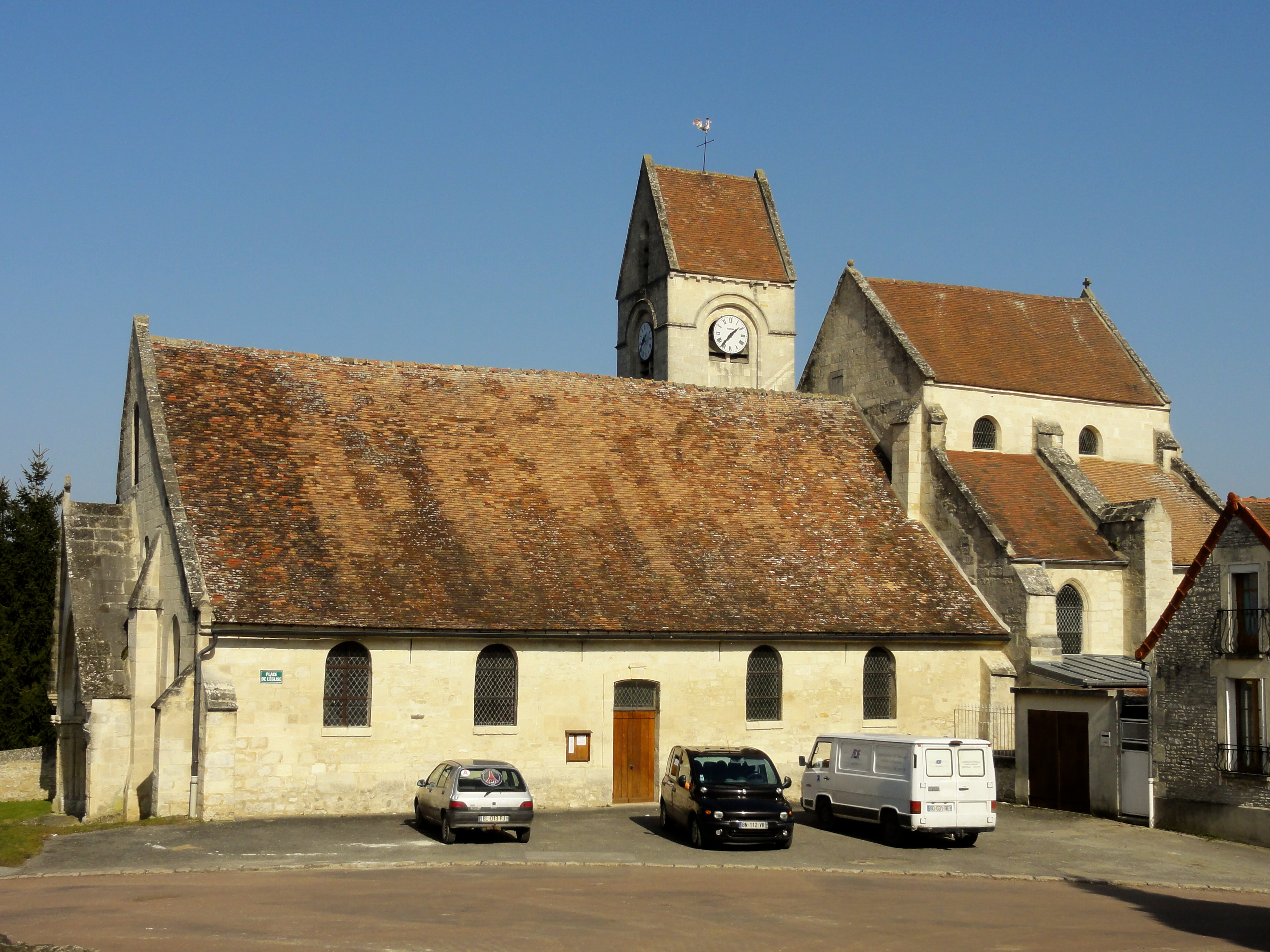
Kirche Saint-Sulpice
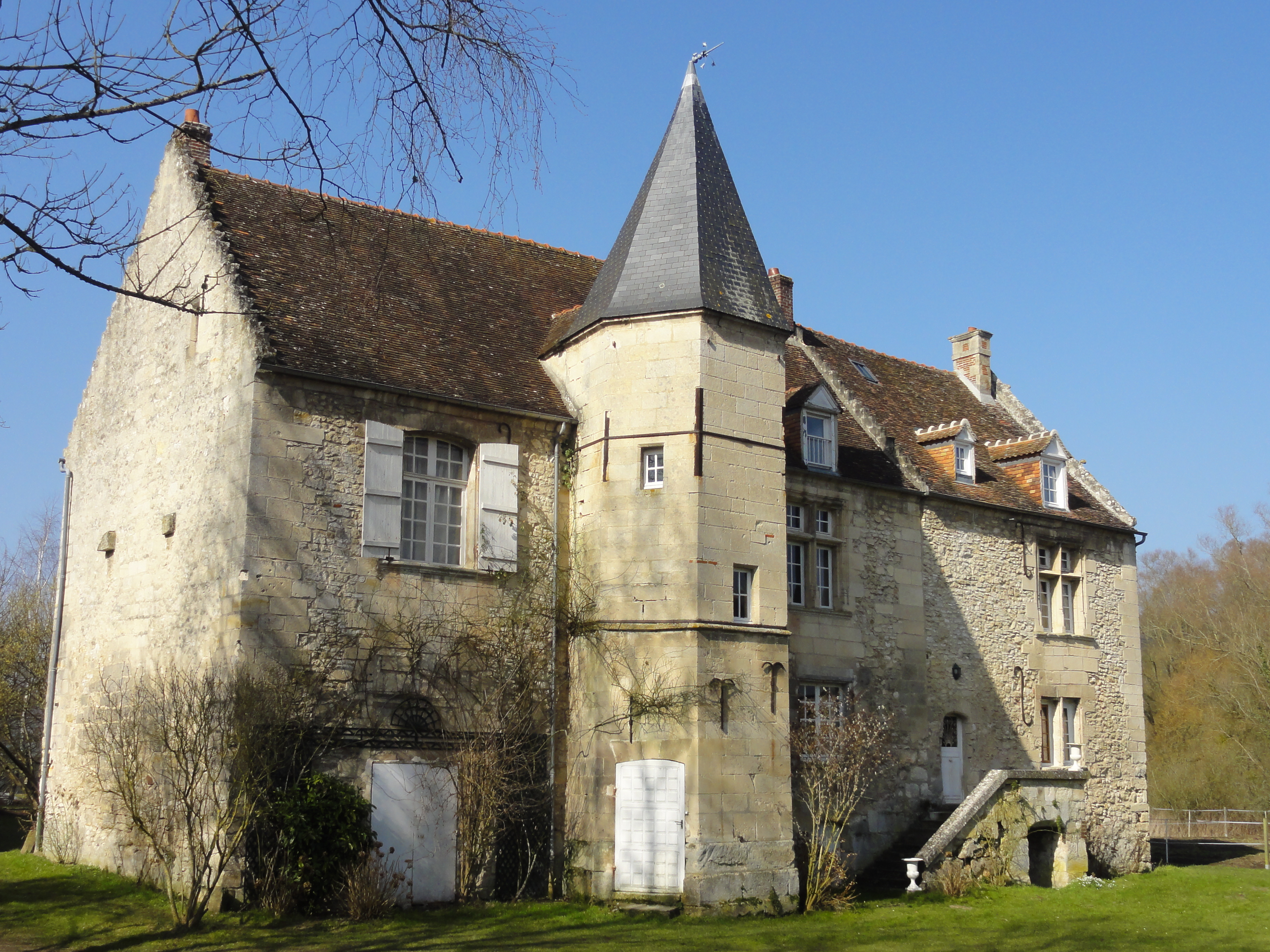
Herrenhaus und Gutshof Waru
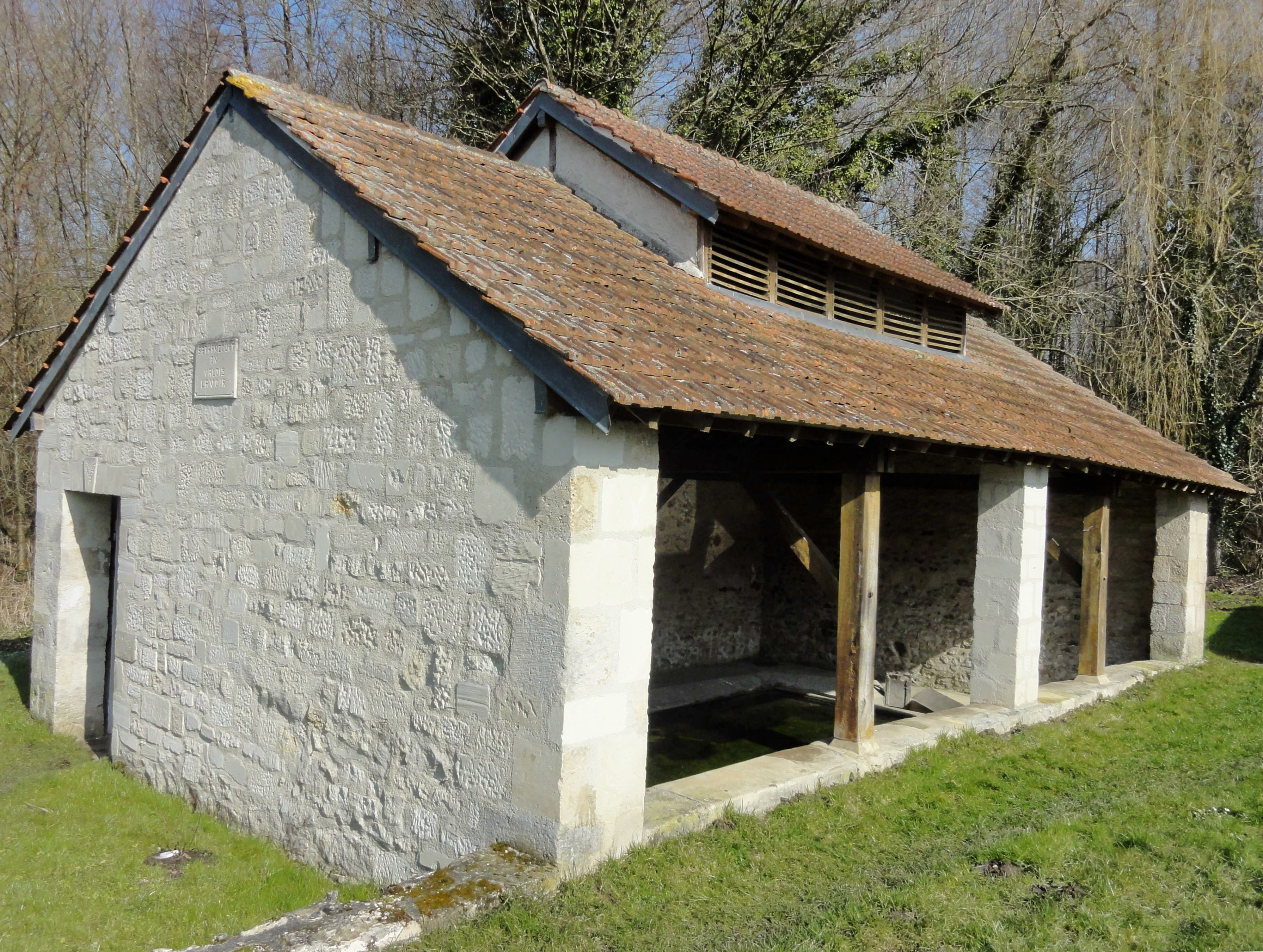
Lavoir